# Reza Ramezanzade
Reza Ramezanzade (pers. رضا رمضان زاده) – irański zapaśnik w stylu wolnym. Srebrny medalista mistrzostw Azji w 2003 roku.